# بيتينا غروبر
بيتينا غروبر هي متزحلقة سويسرية، ولدت في 31 يناير 1985 في Rossa, Switzerland ‏ في سويسرا.

## وصلات خارجية
- بيتينا غروبر على موقع الاتحاد الدولي للتزلج (التزلج الريفي) (الإنجليزية)
- بيتينا غروبر على موقع الرابطة الدولية لركض المسار (الإنجليزية)
- بيتينا غروبر على موقع اللجنة الأولمبية الدولية (الإنجليزية)
- بيتينا غروبر على موقع أوليمبيديا (الإنجليزية)